# Луис Клербурт
Луис Клербурт (енгл. Lewis Clareburt; Велингтон, 4. јул 1999) новозеландски је пливач чија специјалност су трке мешовитим стилом на 200 и 400 метара.

## Биографија
Клербурт је дебитовао на међународној сцени на Играма Комонвелта 2018. у аустралијском Голд Коусту где је наступио у обе појединачне трке мешовитим стилом, те у три на 200 делфин, а најбољи резултат остварио је у трци на 400 мешовито у којој је освојио бронзану медаљу, што је уједно била и његова прва сениорска медаља на међународним такмичењима. Неколико месеци касније по први пут је наступио и на панпацифичком првенству.
На светским првенствима је дебитовао у корејском Квангџуу 2019. где се такмичио у две дисциплине, а најбољи резултат остварио је у трци на 400 мешовито у којој је освојио бронзану медаљу. Пливао је и за штафету Новог Зеланда у трци на 4×200 слободно заједно са Метјуом Стенлијем, Данијелом Хантером и Заком Ридом. Новозеландска штафета је у квалификацијама испливала време новог националног рекорда 7:13,06 минута, што је било довољно за 14. место.